# Johnny Thijs
Johnny Thijs (Sint-Truiden, 8 mei 1952) is een Belgisch bedrijfsleider. Tot eind 2013 was hij CEO bij bpost, tevens de periode van de liberalisering van het postwezen in Europa.

## Levensloop

### Carrière
Johnny Thijs studeerde in 1974 af als handelsingenieur aan de Economische Hogeschool Limburg. In 1981 behaalde hij een diploma International Marketing aan de Columbia-universiteit.
Thijs startte start zijn loopbaan in 1974 bij tabaksproducent Vander Elst (Rothmans Group) als product- en marketingmanager voor België. In 1981 werd hij bij snoepfabrikant Masterfoods marketing- en salesmanager voor België, Nederland, Duitsland en Frankrijk. In 1986 ging hij in dienst als corporate marketing en general manager bij Côte d'Or-Jacobs Suchard, in de periode van de integratie van Côte d'Or in de groep Jacobs-Suchard. In 1991 ging hij aan de slag bij Interbrew, eerst als executive vicepresident en nadien als CEO voor Europa, Azië-Pacific en Afrika. In 2000 werd hij CEO van het vleeswarenbedrijf Ter Beke in Waarschoot. In 2002 werd Thijs benoemd als afgevaardigd bestuurder van De Post. Tot eind 2013 was hij CEO van bpost, het vernieuwde bedrijf.

### bpost
Begin 2002 polste de paarse regering Verhofstadt of Johnny Thijs, lid van de raad van bestuur van bpost en CEO van Ter Beke, interesse had om de ontslagen Frans Rombouts als gedelegeerd bestuurder op te volgen. Na een korte bedenktijd hapte hij toe. Johnny Thijs leerde veel van wat fout ging voor Frans Rombouts en ging omzichtiger te werk. Hij wijzigde het directieteam, waarbij enkele vertrouwelingen van Rombouts vervangen werden. Hij zette ook snel een structuur op om het overleg met zowel de vakbonden als de overheid te versterken. Tot slot veilde hij wat scherpe kantjes van het beleid van Rombouts af, zonder dat beleid helemaal terug te schroeven: er bleven vijf sorteercentra (alhoewel Luik maar half werd uitgerust), hij vertraagde de uitrol van Georoute en versoepelde enkele criteria. De herwonnen rust binnen de onderneming liet Thijs toe het noodzakelijk hervormingsbeleid op een rustiger tempo door te voeren. Dat de verwachte daling van de brievenpost zich de eerste jaren niet aankondigde en dat de politiek het monopolie van de onderneming sterk bleef ondersteunen, gaven extra comfort. In 2013 ontstonden opnieuw spanningen met de politieke wereld. Deze keer niet over de snelheid van de hervormingen, maar over zijn loon dat in 2013 opliep tot € 1,176 miljoen, waarvan € 788.212 als vast salaris. Vooral onder druk van de PS wenste men dit te halveren tot € 650.000 (later werd een specifieke wet ingevoerd), wat Thijs niet pikte. Op 23 december 2013 deelde Johnny Thijs aan de raad van bestuur mee dat hij geen verlenging van zijn mandaat wenste.

### Latere carrière
In 2008 werd Thijs - toen hij nog voorzitter van De Post was - voorzitter van de raad van bestuur van de voedingsmiddelenconcern Univeg. Hein Deprez volgde hem in 2009 op.
In juni 2010 werd hij ook voorzitter van de raad van bestuur van Spadel, fabrikant van onder meer Spa-water. Hij volgde Pierre Drion op. Hij was reeds sinds 2004 bestuurder bij Spadel Tijdens het voorzitterschap van Thijs kende de watergroep een forse groei door onder meer de overnames van het Bulgaarse Devin en het Franse Carola. In juni 2018 stapte hij op als voorzitter. Frank Meysman volgde hem op.
In januari 2015 werd Thijs bestuurder van transportgroep H.Essers. In februari 2017 werd Thijs voorzitter van de raad van bestuur van de logistieke organisatie Hospital Logistics, een joint venture van H.Essers en het UZ Leuven.
Sinds februari 2015 is hij in navolging van Etienne Davignon voorzitter van polyurethaanverwerker Recticel. In oktober 2019 werd hij ook voorzitter van energiebedrijf Electrabel.
Verder is of was Thijs bestuurder van:
- supermarktgroep Delhaize Groep en opvolger Ahold Delhaize (2014-2018)[13][14]
- detacheringsbedrijf USG People (2014-2018)[15]
- Rode Kruis-Vlaanderen[16]
- projectontwikkelaar Ghelamco (2015-2017)[17]
- kalkproducent Carmeuse

Ook in 2015 werd hij adviseur bij private-equitybedrijf CVC Capital Partners, dat onder Thijs' voorzitterschap referentieaandeelhouder van bpost was. Thijs was reeds van 1999 tot 2004 en sinds 2015 adviseur voor CVC. Van maart 2015 tot juli 2017 was hij ook voorzitter van omheiningsfabrikant Betafence, dat in deze periode in handen was van CVC. Hij was ook adviseur van financieel adviesbureau Lazard Frères Benelux.
In 2018 investeerde Thijs in sportbedrijf Golazo van Bob Verbeeck, waar hij tevens voorzitter van de raad van bestuur werd.